# 君ガ空コソカナシケレ
君ガ空コソカナシケレ(きみがそらこそかなしけれ)とは、音楽ユニット「HoneyWorks」の16作目。本作が、ユニット初の兎眠りおん使用曲となる。

## 概要
- 自主制作アニメ風PVは、アニメーターの浅野直之・道解慎太郎らによる AFOSと愉快な仲間達 が手掛ける。ギターを 海賊王が、ベースを使徒が演奏。
- 冒頭のナレーションを担当したのは声優の福山潤 。
- コンピCD 『TamStar Records presents ALL VOCALOID ATTACK ＃1』 収録曲。
- 本作は、数ある りおんオリジナル曲 の中で初の殿堂入りとなった。

- 作詞：ゴム・使徒（HoneyWorks）
- 作曲：ゴム（HoneyWorks）
- 編曲：HoneyWorks
- 唄：兎眠りおん・初音ミク